# Wesley A. Swift
Wesley A. Swift (6 de septiembre de 1913 - 8 de octubre de 1970) fue un ministro religioso del Sur de California conocido por ser un firme partidario del supremacismo blanco y fue la figura central de la identidad cristiana desde la década de 1940 hasta su muerte en 1970.

## Biografía

### Primeros años e influencias
Wesley Albert Swift nació en Nueva Jersey el 6 de septiembre de 1913, y fue hijo de R.C.  Swift, un ministro metodista que lideró una iglesia en Long Island, Nueva York.
Swift se crio como metodista y se convirtió al pentecostalismo a principios de la década de 1930. La esposa de Swift dijo que Gerald Burton Winrod, un evangelista de Kansas, mostró a Swift las enseñanzas religiosas del israelismo británico. Swift estudió en un colegio bíblico durante la década de 1930. El reverendo Monson enseñó a Swift el israelismo británico y las enseñanzas raciales que Swift reformularía más tarde en la teología de la identidad cristiana. Swift estuvo expuesto a las enseñanzas del israelismo británico de Charles Parham. Durante las décadas de 1930 y 1940, Swift se convirtió en el líder de la comunidad local del israelismo británico, sirviendo como presidente de la sociedad cristiana anglosajona, líder del club de la gran pirámide, y líder del grupo de estudio bíblico anglosajón. A mediados de la década de 1940, Swift emergió como el defensor más conocido de la identidad cristiana. En una noticia del diario Los Angeles Times, de diciembre de 1932, se informó que Swift frustró un intento de secuestro a su esposa. Swift disparó a los secuestradores y la familia Swift escapó para evadir a sus perseguidores.

### Ku Klux Klan
En 1946, mientras vivía en Lancaster, California, Swift fue interrogado por la policía en relación con la quema de una cruz cerca de San Bernardino.
Swift participó en el renacimiento de una rama del Ku Klux Klan en California a mediados de la década de 1940, ayudando a establecer el Klan de California. Roy Elonzo Davis y William Upshaw estaban en California en ese momento y ayudaron en los esfuerzos de recaudación de fondos para el Klan. Swift fue responsable de la formación del capítulo de Antelope Valley del Ku Klux Klan.
Swift trabajó en estrecha colaboración con Gerald L.K. Smith, un simpatizante estadounidense del nacionalsocialismo y un político de la década de 1940. Wesley Swift estuvo en la protesta contra Los nueve de Little Rock pero no habló, en lugar de ello fue uno de los miembros del Klan encapuchados que escoltaban y protegían a Gerald L.K. Smith durante sus discursos.

### Pionero de la identidad cristiana
En la década de 1940, Swift fundó su propia iglesia, la Congregación Cristiana Anglosajona, a la que cambió el nombre y la llamó Iglesia de Jesucristo Cristiano "Church of Jesus Christ Christian" en 1957. El pastor Wesley Swift es considerado como una de las figuras más significativas en los primeros años del movimiento de la identidad cristiana en los Estados Unidos. Una fuente informó que 1946 fue el año en el que Swift incorporó su iglesia.
Swift fue pionero en una forma de racismo que se convirtió en un elemento de la teología de la identidad cristiana, la idea de que los no blancos y los judíos son los descendientes biológicos de Satanás (la Semilla de la Serpiente). Swift creía que la raza negra, la raza asiática y los nativos americanos eran producto del mestizaje de los descendientes de Adán con los descendientes de Caín. Swift creía que los únicos descendientes puros de Adán eran los blancos. Las enseñanzas de Swift también asociaron a la Serpiente con la Iglesia católica y el Santo pontífice. La ideología de Swift enseñaba que los descendientes de la Serpiente podían identificarse genéticamente y no podían cambiar. Swift creía en la doctrina calvinista de la doble predestinación, en la que unas personas están predestinadas a la salvación, mientras que otras personas han sido predestinadas a la condenación. Swift sostenía que las razas podían coexistir siempre que se mantuviera la segregación racial. Swift estaba en contra del matrimonio interracial en los Estados Unidos. Swift creía que la salvación era posible para todas las razas de la Tierra, incluidos los no blancos, pero que su condición de seres inferiores siempre se mantendría. Swift insistió en que la Ley de Dios para el mundo era la segregación racial y la preservación de la raza blanca aria. Swift veía a los blancos como la raza superior que gobernaría a las demás razas por derecho divino. Swift se basó en gran medida en el Libro de Enoc para justificar su teología. Las ideas sostenidas por Swift fueron vistas como extremistas por algunos blancos. Las opiniones de Swift fueron rechazadas por Robert W. Welch Jr., el fundador de la Sociedad John Birch, pero fueron apoyadas por James Oviatt. Oviatt apoyaba el supremacismo blanco, el antisemitismo y el Ku Klux Klan, el edificio James Oviatt lleva su nombre.
A lo largo de la década de 1960. Swift continuó promoviendo algunas creencias clásicas del israelismo británico. Swift consideraba que los Estados Unidos y los anglosajones eran los verdaderos descendientes del pueblo de Israel. Swift se desvió de la teología del israelismo británico tradicional porque asoció el pacto divino de Dios con una raza, en lugar de una nación, también se desvió del israelismo británico tradicional, porque asoció a la Tribu de Judá con el pueblo alemán, y afirmó que los judíos eran unos impostores. Swift creía y promovía la idea de un apocalipsis, que culminaría en una guerra santa racial entre la raza descendiente de la Serpiente y la raza aria blanca que descendía de Adán. Como resultado de sus creencias, fue muy activo en la organización de una milicia armada para preparar el supuesto conflicto del fin de los días.

### Influencia y legado
Swift atrajo a un grupo de ministros religiosos con unas ideas afines a las suyas, que ayudaron a difundir los puntos de vista de la identidad cristiana. Las figuras clave que ayudaron a Swift incluyeron a Connie Lynch, un reclutador del KKK, Oren Petito, un neonazi, y Neuman Britton. Petito era miembro del Partido Nacional por los Derechos de los Estados, cuya dirección postal estaba en Jeffersonville, Indiana.
William Potter Gale fue un discípulo de Swift que creció en importancia en el grupo. El fiscal general de California mencionó a Swift como líder de los Rangers de California y miembro de la Liga de Defensa Cristiana (Christian Defense League), organizaciones paramilitares defensoras del supremacismo blanco, en un informe de 1965. Swift difundió sus enseñanzas religiosas a través de cintas grabadas de sus sermones y mediante panfletos.
Swift basaba su teología en la cuestión racial. Swift afirmó que sus enseñanzas eran la verdadera versión del israelismo británico. Gerald Smith publicitó el ministerio de Swift a través de sus publicaciones, donde anunció los tratados y grabaciones de Swift sobre la identidad cristiana a partir de la década de 1940. Smith también ayudó a Swift a organizar las giras, conferencias y convenciones, entre las diversas comunidades de seguidores del israelismo británico y la supremacía blanca en las décadas de 1940 y 1950. 
William Marrion Branham fue influenciado por las enseñanzas de Swift y utilizó algunos elementos teológicos de la identidad cristiana como la Semilla de la Serpiente (Serpent seed) y la difundió entre sus seguidores a partir de 1958, varias personas asociadas con Swift también fueron miembros clave del equipo de campaña de Branham.
Swift ha influido a generaciones de supremacistas blancos. Arnold Murray, un pastor y un telepredicador de la iglesia Shepherd's Chapel (la capilla del pastor), con sede en Misuri, fue influenciado por la ideología de Swift.
En 1966, Swift había establecido una red de iglesias en California, Arkansas, Luisiana, Misuri, Florida, Washington y otros lugares de los Estados Unidos. En la década de 1990, había varios grupos en los Estados Unidos, que estaban promoviendo las enseñanzas de la identidad cristiana. El exlíder del KKK, David Duke y Tom Metzger, el fundador de Resistencia Aria Blanca, fueron fuertemente influenciados por las enseñanzas de Swift, y fueron los principales promotores de sus enseñanzas en las décadas de 1970 y 1980.

### Defunción
Swift colapsó y murió de un ataque al corazón en una clínica mexicana el 8 de octubre de 1970 mientras esperaba recibir tratamiento por una enfermedad renal y por diabetes. Después de la muerte de Swift, la sede de la iglesia de Swift se trasladó a Idaho y su sucesor, Richard Girnt Butler, la renombró Nación Aria (en inglés estadounidense: Aryan nations). Butler siguió las enseñanzas religiosas del pastor Swift y construyó un bastión blanco en Hayden Lake, Idaho.

## Citas célebres
"Algo anda mal cuando intentas mezclar la raza negra con la raza blanca, eso es una violación de la Ley de Dios, eso está mal."
Wesley A. Swift

"No te preocupes por las otras razas, solo tienes que enseñarles a adorar al Dios correcto, estas personas serán salvadas y justificadas según el plan de Dios."
Wesley A. Swift